# 长征站
长征站是位于甘肃省白银市平川区的一座鐵路車站，位于红会线上，始建于1972年。隶属中国铁路兰州局集团有限公司，为二等站，提供客运货运服务。下行站为平川站（在建，预计2021年完工）。站名得名于“红军二万五千里长征”的历史。因1936年下半年，中国工农红军一、二、四方面军在今平川区境内的打拉池地区大会师，故名“长征”。